# سیتروباکتر
سیتروباکتر (نام علمی: Citrobacter) نام یک سرده از خانواده انتروباکتریاسیا است.